# Terry Virts
Terry Virts (Baltimora, 1º dicembre 1967) è un ex astronauta statunitense e colonnello della United States Air Force.

## Carriera alla NASA
Virtis è stato selezionato come pilota della NASA nel luglio del 2000 ed ha iniziato l'addestramento in agosto. È stato subito assegnato al programma T-38 come pilota, come membro del team di test del Shuttle Avionics Integration Laboratory (SAIL) e come astronauta di supporto per l'equipaggio di Expedition 9. Ha assunto inoltre il ruolo di CAPCOM per numerose missioni, comunicando con la Stazione spaziale internazionale e gli equipaggi degli Space Shuttle dal centro di controllo missione a Houston.
È partito per la sua prima missione l'8 febbraio 2010 a bordo dell'Endeavour come pilota per la missione STS-130 sotto il comando di George Zamka in direzione Stazione Spaziale Internazionale. Durante i 9 giorni sulla Stazione, Virts ha aiutato nell'installazione del Nodo 3, Tranquility, e della Cupola.
Virts è tornato nello spazio il 23 novembre 2014, attraccando alla Stazione sei ore dopo con i colleghi Anton Shkaplerov e Samantha Cristoforetti a bordo della Sojuz TMA-15M per l'Expedition 42/43. Ad aspettarli sulla Stazione c'erano i tre colleghi della Sojuz TMA-14M, Aleksander Samokutyayev, Elena Serova e Barry Wilmore. L'11 marzo 2015, quando la Sojuz TMA-14M si è sganciata dalla Stazione tornando sulla Terra, Virts ha preso il comando della Stazione per l'Expedition 43. Il 28 aprile 2015 c'è stata un'avaria ad un veicolo cargo Progress che ha causato il prolungamento di un mese dell'Expedition 43. La Sojuz TMA-15M con a bordo Virts è atterrata l'11 giugno 2015 nelle steppe del Kazakistan, dopo 199 giorni di missione.